# Instituto Cubano del Arte e Industria Cinematográficos
Das Instituto Cubano de Arte e Industria Cinematográficos ICAIC (Kubanisches Institut für Filmkunst und Filmindustrie) mit Sitz in Havanna wurde am 24. März 1959, kurz nach der kubanischen Revolution, durch das erste Kulturgesetz der neuen Regierung geschaffen.

## Beschreibung
Im Gesetz heißt es programmatisch: „Film ist Kunst“. Damit war die Loslösung von den fast ausschließlich kommerziellen kubanischen Filmproduktionen vor der Revolution von 1959 festgeschrieben. Die ersten Mitarbeiter des ICAIC waren meist Mitglieder der von Fidel Castro angeführten revolutionären Bewegung des 26. Juli. Gründungsdirektor Alfredo Guevara (1925–2013) war seit gemeinsamen Studienzeiten an der Universität von Havanna ein enger Vertrauter Castros.
Während in den 1960er Jahren neben wenigen Spielfilmen hauptsächlich Dokumentar-, Kurz- und Lehrfilme produziert wurden, entstanden seit den 1970er Jahren zunehmend aufwendigere abendfüllende Spielfilme mit einem sehr eigenen Stil, die zum Teil wichtige internationale Filmkunstpreise gewannen.
Zu Beginn der 1990er Jahre geriet das ICAIC im Zuge der kubanischen Wirtschaftskrise unter massiven Finanzdruck und konnte kaum noch eigene Filme drehen. Kubanische Filme aus dieser Zeit wurden mit Fremdfinanzierungen besonders aus Spanien ermöglicht, passten sich aber häufig auch den Bedürfnissen ihrer Geldgeber an. Viele Filmschaffende verließen Kuba, um weiter Filme produzieren zu können.
Nach der Jahrtausendwende entstand auf der Grundlage der konsolidierten wirtschaftlichen Rahmenbedingungen wieder ein neues kubanisches Filmschaffen mit jungen Regisseuren. Filme wie La vida es silbar (Das Leben, ein Pfeifen) oder Suite Habana knüpfen an die Traditionen des nachrevolutionären kubanischen Kinos an, arbeiten jedoch mit deutlich eigenen, neuen inhaltlichen und formalen Impulsen.
2009 wurden die Negative des ICAIC in das Weltdokumentenerbe aufgenommen.

## Präsidenten des ICAIC
- 1959–1982: Alfredo Guevara
- 1983–1991: Julio García Espinosa
- 1992–2000: Alfredo Guevara[1]
- 2000–2013: Omar González
- 2013–2017: Roberto Smith de Castro[2]
- 2017–2023: Ramón Samada
- seit 2023: Alexis Triana[3]

## Bekannte kubanische Regisseure (Auswahl)
- Santiago Álvarez
- Octavio Cortázar
- Sergio Giral
- Sara Gómez
- Tomás Gutiérrez Alea
- José Massip
- Juan Padrón
- Fernando Pérez
- Humberto Solás
- Juan Carlos Tabío
- Daniel Díaz Torres
- Pastor Vega

## Bekannte kubanische Filme (Auswahl)
- 1962: Las doce sillas (Die zwölf Stühle), Regie: Tomás Gutiérrez Alea
- 1964: Soy Cuba, Regie: Michail Kalatosow (sowjetisch-kubanische Koproduktion)
- 1966: Muerte de un burócrata (Der Tod eines Bürokraten), Regie: Tomás Gutiérrez Alea
- 1967: Las aventuras de Juan Quinquín (Die Abenteuer des Juan Quin Quin), Regie: Julio García Espinosa
- 1968: Lucía, Regie: Humberto Solás
- 1968: Memorias del subdesarrollo (Erinnerungen an die Unterentwicklung), Regie: Tomás Gutiérrez Alea
- 1973: El hombre de Maisinicú (Der Mann aus Maisinicú), Regie: Manuel Pérez
- 1974: El otro Francisco, Regie: Sergio Giral
- 1976: Cantata de Chile (Kantate über Chile), Regie: Humberto Solás
- 1976: La última cena (Das letzte Abendmahl) Regie: Tomás Gutiérrez Alea
- 1976: Rancheador (Menschenjäger), Regie: Sergio Giral
- 1977: Maluala, Regie: Sergio Giral
- 1979: Retrato de Teresa (Ein Porträt von Teresa), Regie: Pastor Vega
- 1981: Cecilia, Regie: Humberto Solás
- 1983: Amada (Amada – Junge Frau aus Havanna), Regie: Humberto Solás
- 1986: Un hombre de éxito (Der Karrierist), Regie: Humberto Solás
- 1987: Clandestinos (Gefährliches Leben), Regie: Fernando Pérez
- 1990: Hello Hemingway, Regie: Fernando Pérez
- 1991: Alicia en el pueblo de maravillas (Alicia im Ort der Wunder), Regie: Daniel Díaz Torres
- 1993: Fresa y chocolate (Erdbeer und Schokolade), Regie: Tomás Gutiérrez Alea, Juan Carlos Tabío
- 1995: Guantanamera, Regie: Tomás Gutiérrez Alea, Juan Carlos Tabío
- 1998: La vida es silbar (Das Leben, ein Pfeifen), Regie: Fernando Pérez
- 2000: Lista de espera (Kubanisch Reisen), Regie: Juan Carlos Tabío
- 2000: Hacerse el sueco (Der Cuba Coup), Regie: Daniel Díaz Torres mit Peter Lohmeyer
- 2001: Miel para Oshún, Regie: Humberto Solás
- 2003: Suite Habana, Regie: Fernando Pérez
- 2005: Viva Cuba, Regie: Juan Carlos Cremata Malberti, Iraida Malberti Cabrera
- 2007: Madrigal, Regie: Fernando Pérez
- 2011: Juan de los Muertos (Juan of the Dead), Regie: Alejandro Brugués
- 2014: Conducta, Regie: Ernesto Daranas

## Musikalische Experimente
Für die Entwicklung der Musikrichtung Nueva Trova entscheidend war die Schaffung der Grupo de Experimentación Sonora (Gruppe für Tonexperimente) des ICAIC 1969 unter Leitung von Leo Brouwer. Aufgabe dieser Gruppe war eigentlich die Produktion von Filmmusik, tatsächlich entwickelte sie sich zu einer musikalischen Heimat für junge Künstler mit eigenem Plattenlabel und großer Selbstständigkeit. Zu den prominentesten Mitgliedern gehörten Silvio Rodríguez, Pablo Milanés und Sergio Vitier.